# Leopold Herenčić
Leopold Herenčić (5. travnja 1948.) je bivši jugoslavenski reprezentativac u dizanju utega. Rodom je iz Odžaka, autonomna pokrajina Vojvodina, Republika Srbija. Hrvatskog je podrijetla.
Športsku karijeru je napravio i u Hrvatskoj, u Rijeci.
Pionirom je atletske gimnastike (body buildingu) u Hrvatskoj i Jugoslaviji. Sudjelovao je na prvom javnom natjecanju u toj disciplini koje se održalo u Hrvatskoj i Jugoslaviji, a koje se održalo 19. svibnja 1966. u Rijeci. Leopold Herenčić je pobijedio u juniorskoj konkurenciji.

## Velika natjecanja
Na 6. Mediteranskim igrama 1971. u turskom Izmiru je osvojio srebrnu medalju u kategoriji do 67,5 kg.
Sudjelovao je na Olimpijskim igrama 1972. u Münchenu. Na tim igrama je 30. kolovoza postavio olimpijski rekord, podigavši 142,5 kg, koji je kratko potrajao, jer ga je malo poslije srušio Bugarin Mladen Kučev koji je postavio novi svjetski rekord podigavši 157,5 kg.